# Змеиный перевал
«Змеиный перевал» (англ. The Serpent’s Pass) — двенадцатый эпизод второго сезона американского мультсериала «Аватар: Легенда об Аанге».

## Сюжет
Аанг и Катара купаются в водоёме. Затем Сокка показывает им путь на карте через Змеиный перевал до Ба-Синг-Се. Аватар уже немного успокоился после потери Аппы. Команда встречает других беженцев, среди которых беременная женщина. Они хотят дойти до города до начала родов, и группы идут вместе в Бухту полнолуния, откуда до Ба-Синг-Се можно добраться на пароме. Дядя Айро и Зуко плывут на одном таком судне до города. Юноше противно питаться помоями, и он знакомится с Джетом, который со своей бандой также направляется в город. Последний рассказывает, что капитан корабля питается как царь, и предлагает Зуко ограбить его. Он соглашается. Тем временем билетёрша прогоняет продавца капусты, и когда подходит команда Аватара, она не даёт им билеты без паспортов. Тогда Тоф показывает ей знак своей семьи Бейфонг, и статусной девочке вручают 4 билета. В бухте они также встречают Суюки без грима, которая с воинами Киоши охраняет беженцев. Команда рассказывает о случившемся с Аппой, а после беременная женщина Инг просит Аватара о помощи. Все вещи семьи украли, и, получив отказ билетёрши, Аанг собирается вести их через Змеиный перевал. Суюки идёт с ними.
На воротах к Змеиному перевалу написано оставить надежду, и Аанг соглашается с этими словами, что поражает Катару. Когда они идут по тропе на скале, то видят корабль нации Огня. Тан, муж беременной женщины, чуть не падает с обрыва, но Тоф спасает его, применяя магию земли, и тогда солдаты народа Огня их замечают. Аватар отбрасывает один огненный шар обратно на корабль, а второй обрушивает камни на Сюуки, которую отталкивает от обвала Сокка, которого в свою очередь затем выручает Тоф. Вечером Сокка беспокойно заботится о Суюки, разбивая лагерь, а Зуко с бандой Джета грабит каюту капитана. Принц-изгнанник и лидер банды набирают еды и сбегают, когда товарищи сообщают об охране. Катара говорит с Аангом, подмечая, что в пустыне он думал только об Аппе, а сейчас безразличен. Мальчик отвечает, что ненавидит себя за то, что не сдержался, войдя в состояние Аватара, но Катара просит его, чтобы он не перестал чувствовать. Она предлагает обняться, но Аанг уходит. Сокка говорит с Суюки, рассказывая, что на Северном полюсе не смог кое-кого спасти (Юи), поэтому не хочет, чтобы такое повторилось. Суюки хочет его поцеловать, но он не может, помня о привязанности к Юи, и уходит. Джет раздаёт всем еду на корабле. Дядя Айро думает, что Смелларби — это мальчик, но она говорит, что является девочкой, и обидчиво уходит. Лонгшот догоняет её и молча подбадривает. Она приходит к выводу, что нужно быть уверенной в себе не смотря на чьи-то мнения. После Зуко и Айро сидят с Джетом. Последний кается в поступках прошлого, потому и отправился в Ба-Синг-Се, чтобы начать новую жизнь. Дядя Айро говорит, что верит в то, что человек может начать всё с нуля.
Утром Катара проводит людей под водой, образуя там тоннель с воздухом. Аанг помогает ей. На них нападает змей, в честь которого назван перевал. Тоф на камне выбрасывает всех на поверхность. Аватар отвлекает чудище, а Катара прокладывает ледяную тропу и затем помогает Аангу. Когда все перебираются на другой берег, Тоф не рискует идти по льду, но всё же решается. Змей проламывает дорогу, и Тоф тонет. Сокка кричит, что спасёт её, но в воду ныряет Суюки. Она спасает Тоф, и последняя, думая, что это Сокка, целует её в щёчку в знак благодарности, пока не понимает, что это Суюки. Аанг и Катара побеждают монстра. На другой части перевала Инг начинает рожать. Тоф создаёт им палатку, и Катара готовится принимать роды. Джет говорит с Зуко на корабле, заявляя, что одиночки должны держаться вместе. Зуко подмечает, что недавно понял, что путь одиночки не самый простой. Инг успешно рожает, а Сокка падает в обморок при виде этого. После все смотрят на родившуюся девочку и зовут Аанга. Увидев малышку, к Аангу возвращается надежда, о чём он заявляет, и родители называют дочку Хоуп (с англ. — «Надежда»). Аватар снова проявляет чувства и обнимает Катару. Затем Аанг один улетает к Ба-Синг-Се, чтобы найти Аппу. Суюки прощается с Соккой, собираясь вернуться к своим. Она говорит, что ей стыдно за вчерашнее, но он сам целует её. Приземлившись на Великую стену Ба-Синг-Се, Аанг замечает, что к городу приближается бур нации Огня.

## Отзывы

Динамика оценок IGN к эпизодам 2 сезона мультсериала

Макс Николсон из IGN поставил эпизоду оценку 8 из 10 и написал, что «как и предыдущая серия, „Змеиный перевал“ был во многом второстепенным эпизодом, но в такой очаровательной манере „Аватара“». Критик посчитал, что возвращение Суюки «сделало сюжетную линию [эпизода] ещё более увлекательной». Рецензенту понравилась «небольшая влюблённость Тоф в Сокку и её ошибочный поцелуй с Суюки». Николсон раскритиковал возвращение Джета, потому что считает его «скучным персонажем». Он пишет: «Назовите меня сумасшедшим, но я никогда не понимал привлекательность этого персонажа, несмотря на одержимость некоторых фанатов им».
Хайден Чайлдс из The A.V. Club написал, что «бой [со змеем] немного глупый в контексте мультсериала». Он также задался вопросом, «если Тоф смогла поднять землю под отрядом при первой атаке монстра, что ей помешало проложить мост через озеро?». Критик продолжил, что сценаристы «конечно, должны наложить какие-то ограничения на её силу, но кажется странным, что она смогла решить насущную проблему одним способом, но не смогла разрешить вторую».